# 3 грудня
3 грудня — 337-й день року (338-й у високосні роки) у григоріанському календарі. До кінця року залишається 28 днів.

## Свята і пам'ятні дні

### Міжнародні
- ООН: Міжнародний день людей з інвалідністю.
- Всесвітній день комп'ютерної графіки.
- Міжнародний день боротьби проти пестицидів[1].

### Національні
- Індія: День адвоката.
- Куба: День лікарів.
- США: День штату Іллінойс (1818).

### Релігійні

#### Західне християнство
- Пам'ять святих Франциска Ксав'єра, Аббо Осерського[en], Авраама Александрійського, Адріана Мейського, Біріна[en], Емми Лезумської[en] та Касіяна Танжерського[en].

#### Східне християнство
- Пам'ять пророка Софонії, Феодула Царгородського, преподобного Івана Мовчальника та священномученика Теодора Олександрійського[2].

## Іменини
✝  Католицькі: Андріан, Бірін, Емма, Касіян.
✙ Православні: Софонія, Феодул, Іван, Феодор.

## Події

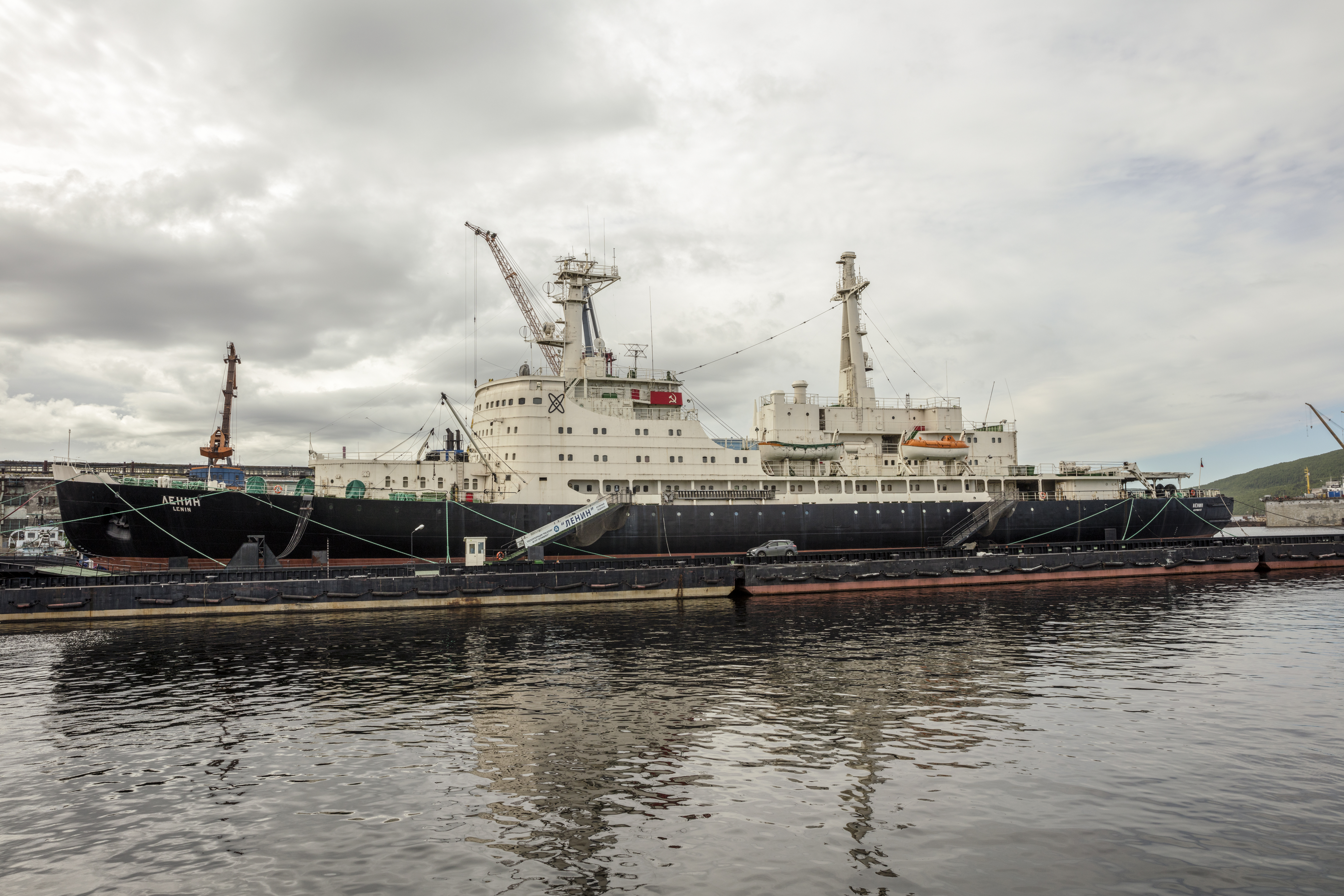
Криголам «Ленін»

- 1775 — уперше піднятий зоряно-смугастий прапор США.
- 1818 — Іллінойс став 21-им штатом Сполучених Штатів Америки. Іллінойс часто називають «Землею Лінкольна» або ж «Штатом в прерії».
- 1879 — Томас Едісон вперше публічно продемонстрував роботу лампи розжарювання (з вугільною ниткою, поміщеною в вакуумну скляну колбу), яка могла безперервно горіти протягом 4 годин.
- 1904 — Чарлз Діллон Перрайн відкрив Гімалію (супутник Юпітера).
- 1910 — у Парижі продемонстрували першу неонову лампу (винахідник — французький фізик Жорж Клод).
- 1912 — Болгарське царство, Королівство Греція, Королівство Сербія та Королівство Чорногорія підписали з Османською імперією перемир'я, що поклало край Першій балканській війні.
- 1920 — польський сейм ліквідував територіальну окремішність Галичини. Для позначення етнічної території Східної Галичини введено термін «Східна Малопольща», зникли з вживання слова «українець», «український», вводилися «русин», «руський»
- 1920 — було підписано Олександропольський договір, що закінчив вірмено-турецьку війну.
- 1932 — постановою Ради Народних Комісарів УСРР заборонено торгівлю м'ясом і худобою в областях України, які ухиляються від виконання плану заготівлі м'яса. Постанова була спланованим кроком радянської окупаційної влади і стала однією з причин Голодомору 1932 — 1933 року.
- 1952 — у Празі за звинуваченням у співпраці з західними розвідками і сіонізмі повісили 11 високопоставлених функціонерів Компартії Чехословаччини, серед них — її колишнього генерального секретаря, віце-прем'єра Рудольфа Сланскі.
- 1959 — у Ленінграді здали в експлуатацію перший у світі атомний криголам «Ленін».
- 1967 — Південноафриканський хірург Крістіан Барнард здійснив у Кейптауні першу у світі успішну трансплантацію серця.
- 1973 — американський «Піонер-10» («Пайонір-10») став першим космічним апаратом, який пролетів біля Юпітера.
- 1976 — у Києві зданий в експлуатацію Московський міст через р. Дніпро.
- 1979 — Референдум в Ірані схвалив проєкт конституції країни, яка закріпила курс на ісламізацію суспільства: введено систему шаріатського судочинства, ісламської освіти, жінки тепер мали обов'язково носити чадру.
- 1979 — у Цинциннаті (штат Огайо) під час спроби зайняти місця в концертному залі Ріверфронт-колізеум, де мав відбутися концерт групи The Who, загинуло 11 осіб.
- 1984 — сталась одна з найбільших в історії промислових катастроф — внаслідок витоку отруйного газу на хімічному комбінаті в м. Бхопал (Індія) загинуло понад 2000 осіб, а 20 тисяч — втратили зір.
- 1989 — після дводенної неофіційної зустрічі керівник СРСР Михайло Горбачов і президент США Джордж Буш-старший заявили про завершення епохи протистояння двох ідеологічних систем — «Холодної війни».
- 1989 — у місті Прудентополіс (Бразилія) відкрито пам'ятник Тарасу Шевченку.
- 1991 — реагуючи на результати Всеукраїнського референдуму 1 грудня, президент СРСР Михайло Горбачов у своєму телевиступі заявив: «Країна в небезпеці, Вітчизна в небезпеці».
- 1991 — незалежність України визнала Угорська Республіка, посольство Угорщини у Києві стало першим посольством іноземної держави в Україні.
- 1992 — Генеральна Асамблея ООН проголосила цей день Міжнародним днем інвалідів.
- 1997 — в Оттаві (Канада) представники 121 країни підписали Оттавську конвенцію, що забороняла виробництво та розміщення протипіхотних мін.
- 2002 — у провінції Шаньдун (Китайська Народна Республіка) археологи відкрили царське поховання періоду династії Хань, в якому збереглися більше сотні фігур воїнів, коней і колісниць, зроблених із теракоти.
- 2004 — Верховний Суд України ухвалив рішення, згідно з яким результати виборів Президента України 21 листопада 2004 року були сфальсифіковані (дії Центральної виборчої комісії визнано незаконними, а протокол ЦВК — недійсним).Докладніше: Справа «Ющенко проти ЦВК» (2004)
- 2010 — вночі міліція та спецпідрозділ «Беркут» силоміць демонтували наметове містечко протестувальників проти нового Податкового кодексу України на майдані Незалежності в Києві.
- 2012 — тайфун Бофа налетів на Філіппіни, в результаті чого загинуло щонайменше 475 людей.
- 2023 — під час виверження вулкану Мерапі (Західна Суматра, Індонезія) 23 особи загинуло, ще 12 було поранено.

## Народились
Див. також: Категорія:Народились 3 грудня
- 1596 — Ніколо Аматі, італійський скрипковий майстер, учитель майстрів Андреа Гварнері і Антоніо Страдіварі.
- 1616 — Джон Валліс, англійський математик і криптограф, один з попередників математичного аналізу, якому приписують введення символу ∞ нескінченності.
- 1722 — Григорій Сковорода, видатний український просвітник, поет та мандрівний філософ (пом. 1794).
- 1729 — Антоніо Солер, іспанський композитор і клавесиніст, учень Доменіко Скарлатті.
- 1753 — Семюел Кромптон, британець, винахідник прядильної машини.
- 1755 — Гілберт Стюарт, американський художник. Разом з художником Джоном Коплі вважається засновником живопису США.
- 1793 — Кларксон Фредерік Стенфілд, відомий британський художник-мариніст. Син ірландського письменника, актора і моряка Джеймса Філда Стенфілда.
- 1795 — Роуленд Гілл, британець, творець сучасної пошти. Його пропозиції з реформи поштової служби (зокрема про попередню оплату) призвели до появи першої поштової марки.
- 1820 — Томас Бічем, винахідник проносних таблеток.
- 1830 — Фредерік Лейтон, британський живописець і скульптор.
- 1857 — Джозеф Конрад (Юзеф Теодор Конрад Коженьовський), англійський письменник польського походження, родом з України (Бердичів).
- 1864 — Герман Геєрманс, нідерландський письменник.
- 1877 — Степан Рудницький, український географ, засновник української наукової географії i географії України.
- 1879 — Кафу Нагаї, японський письменник, драматург і мемуарист. Представник так званої школи естетів в японській літературі (роман «Суперниці»).
- 1883 — Антон Веберн, австрійський композитор, диригент.
- 1886 — Манне Сігбан, шведський фізик, Нобелівський лауреат.
- 1895 — Анна Фрейд, донька Зигмунда Фрейда, засновниця дитячого психоаналізу.
- 1908 — Анна Стен, радянська, німецька, американська кіноактриса українського походження.
- 1911 — Ніно Рота, італійський композитор.
- 1924 — Джон Бекус, американський математик, який створив мову програмування Фортран.
- 1927 — Енді Вільямс, американський естрадний співак.
- 1930 — Жан-Люк Годар, французький кінорежисер і актор.
- 1931 — Іван Данилюк, український математик, перший директор Інституту прикладної математики і механіки НАНУ.
- 1937 — Іван Сльота, український хоровий диригент і композитор, народний артист України.
- 1948 — Кюріс Діана, французька актриса, режисер.
- 1948 — Оззі Осборн, британський рок-співак.
- 1960 — Деріл Ганна, американська кіноакторка.
- 1973 — Голлі Марі Комбс, американська акторка.
- 1981 — Давід Вілья, іспанський футболіст.
- 1987 — Андрій Любка, популярний український поет, перекладач і есеїст.

## Померли
Див. також: Категорія:Померли 3 грудня
- 1789 — Клод Жозеф Верне, французький художник пейзажист періоду рококо і французького передромантизму, батько художника Карла Верне і дід художника Ораса Верне.
- 1888 — Карл Цайс, німецький інженер-оптик та підприємець.
- 1894 — Роберт Луїс Стівенсон, шотландський письменник, автор пригодницьких романів («Острів скарбів», «Чорна стріла», «Доктор Джекіл і містер Хайд»).
- 1841 — Йосип-Казимир Будкевич, український живописець, рисувальник та педагог.
- 1919 — П'єр-Огюст Ренуар, французький художник.
- 1956 — Олександр Родченко, радянський живописець, графік, скульптор, фотограф, дизайнер, художник театру і кіно, педагог.
- 1965 — Ганна Собачко-Шостак, українська художниця, майстер декоративного розпису.
- 1978 — Іван Кавалерідзе, український скульптор та кінорежисер.
- 1995 — Олександр Кайдановський, радянський актор, режисер і сценарист українського походження.
- 1999 — Джон Скетмен, американський джазовий музикант.
- 2000 — Ґвендолін Брукс, американська поетеса.
- 2009 — Річард Тодд, ірландський кіноактор.